# At-Takwir
At-Takwir  (arabe : سُورَةُ ٱلتَّكْوِيرِ, français : L’Obscurcissement) est le nom traditionnellement donné à la 81e sourate du Coran, le livre sacré de l'islam. Elle comporte 29 versets. Rédigée en arabe comme l'ensemble de l'œuvre religieuse, elle fut proclamée, selon la tradition musulmane, durant la période mecquoise.

## Origine du nom
Bien que le titre ne fasse pas directement partie du texte coranique, la tradition musulmane a donné comme nom à cette sourate L’Obscurcissement, en référence au contenu du premier verset : « 1. Quand le soleil sera enroulé ».

## Historique
Il n'existe à ce jour pas de sources ou documents historiques permettant de s'assurer de l'ordre chronologique des sourates du Coran. Néanmoins selon une chronologie musulmane attribuée à Ǧaʿfar al-Ṣādiq (VIIIe siècle) et largement diffusée en 1924 sous l’autorité d’al-Azhar,, cette sourate occupe la 7e place. Elle aurait été proclamée pendant la période mecquoise, c'est-à-dire schématiquement durant la première partie de l'histoire de Mahomet avant de quitter La Mecque. Contestée dès le XIXe par des recherches universitaires, cette chronologie a été revue par Nöldeke,, pour qui cette sourate est la 27e.
Les sourates de la fin du Coran sont généralement considérées comme appartenant aux plus anciennes. Elles se caractérisent par des particularités propres. Elles sont brèves, semblent issues de proclamations oraculaires (ce qui ne signifie pas, pour autant, qu’elles en sont des enregistrements), elles contiennent de nombreux hapax...
Pour Nöldeke et Schwally, la quasi-totalité des sourates 69 à 114 sont de la première période mecquoise. Neuwirth les classe en quatre groupes supposés être chronologiques. Bien que reconnaissant leur ancienneté, certains auteurs refusent de les qualifier de « mecquoise », car cela présuppose un contexte et une version de la genèse du corpus coranique qui n’est pas tranchée. Cette approche est spéculative.
En effet, ces textes ne sont pas une simple transcription sténographique de proclamation mais sont des textes écrits, souvent opaques, possédant des strates de composition et des réécritures Cela n’empêche pas ces sourates de fournir des éléments contextuels (comme l’attente d’une Fin des Temps imminente chez les partisans de Mahomet). Ces textes sont marqués par une forme de piété tributaire du christianisme oriental. 
À l’inverse de Neuwirth, Bell considère que cette sourate est composée de deux textes séparés. Dye défend la possibilité que cette sourate ait fait l’objet d’une composition, avec un processus éditorial.
Cuypers défend une unité dans ce texte qui est pour lui une relecture du Testament de Moïse. Si cela est bien accepté pour la première partie, cela est moins évident pour la seconde. Dye considère qu’il est important de bien distinguer les termes. Une unité littéraire n’implique pas obligatoirement un auteur unique, et vice-versa.

## Interprétations

Texte de la sourate (Coran datant de 1874)
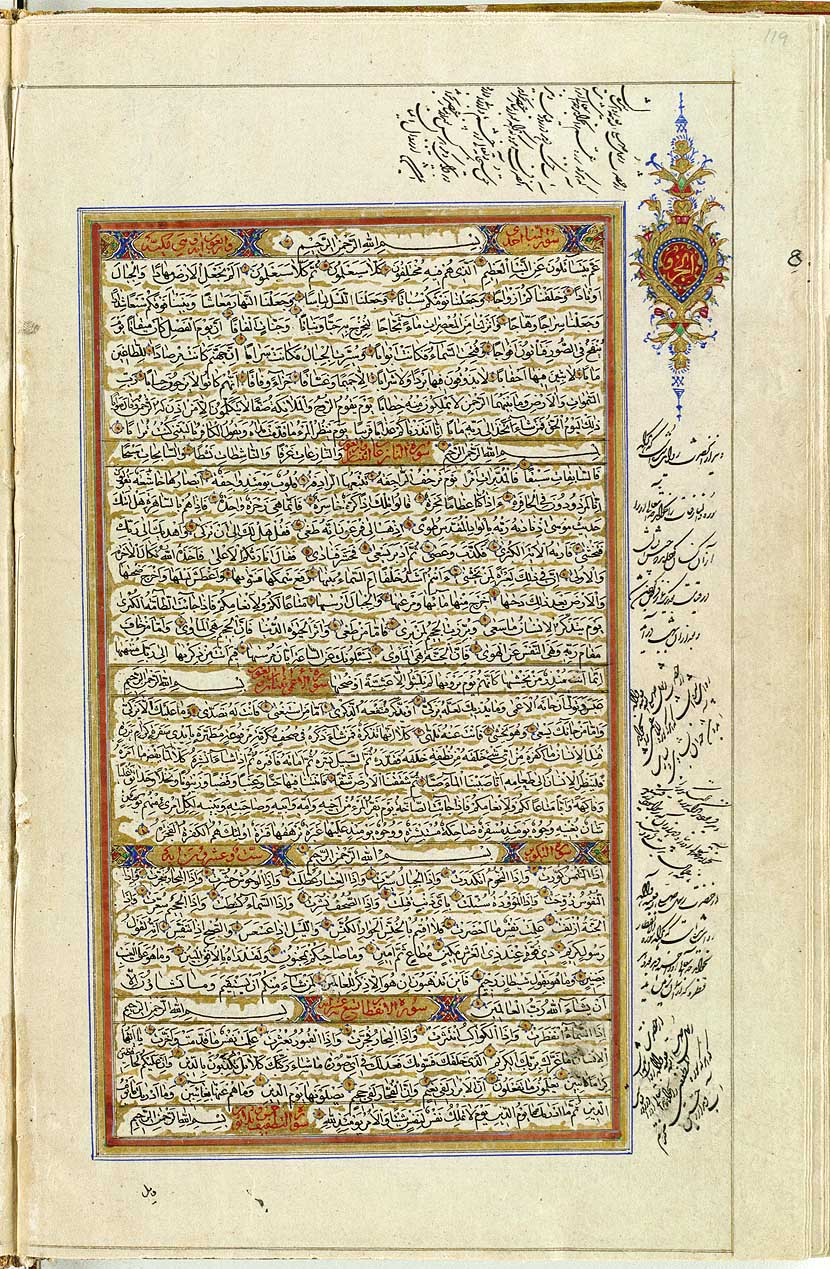